# Відвалоутворення
Відвалоутво́рення (відвальні роботи; рос. отвалообразование, англ. waste disposal, stone disposal; нім. Verkippung f, Absetzen n) — роботи, пов'язані з переміщенням і укладанням у відвал (насип) покривних (пустих) порід при відкритій розробці родовищ корисних копалин. Для відвальної роботи використовують бульдозери, транспортно-відвальні мости, екскаватори тощо. 
Відвалоутворення — завершальний етап розкривних робіт на кар’єрах.
Витрати на відвалоутворення становлять 12—15 % собівартості розкриву на вугільних розрізах, 15 % собівартості 1 т к.к. на залізорудних кар'єрах.
Синонім — відвальні роботи.